# Nikolai Dmitrijewitsch Moissejew

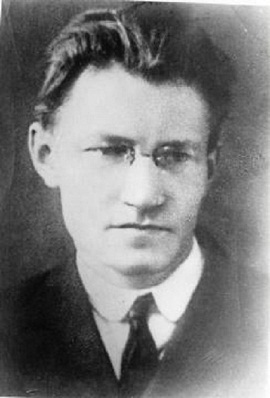
Nikolai Dmitrijewitsch Moissejew

Nikolai Dmitrijewitsch Moissejew (russisch Николай Дмитриевич Моисеев, * 3. Dezemberjul. / 16. Dezember 1902greg. in Perm; † 6. Dezember 1955 in Moskau) war ein sowjetischer Astronom.

## Leben
Nikolai Dmitrijewitsch Moissejew wurde am 16. Dezember 1902 als Sohn der Näherin Lydia Pawlowna Moissejewa (1875–1952) und des Kapitäns Dmitri Sergejewitsch Moissejew (1875–1918), der ab 1904 als Fotograf arbeitete, in Perm im Uralvorland geboren. Er besuchte das Gymnasium in Perm, das er 1919 abschloss, und studierte dann an der physikalisch-mathematischen Fakultät der Staatlichen Universität Perm, wo er für seinen Unterhalt als Laborant arbeitete.
1922 wechselte Moissejew an die Moskauer Universität und arbeitete zunächst als wissenschaftlicher Mitarbeiter am Staatlichen Astrophysikalischen Institut, dem späteren Sternberg-Institut für Astronomie. Er machte 1924 seinen Abschluss im Fachgebiet Astronomie. Im Frühjahr 1929 beendete er seine Aspirantur mit der Dissertation „О некоторых основных вопросах теории происхождения комет, метеоров и космической пыли“ (Über einige grundlegende Fragen der Theorie der Entstehung von Kometen, Meteoren und kosmischem Staub).
Der Kreis seiner wissenschaftlichen Interessen erweiterte sich von der dynamischen Kosmogonie zur qualitativen Theorie der Himmelsmechanik und zu Problemen der Stabilitätstheorie. Im November 1935 wurde ihm auf Basis seiner bisherigen wissenschaftlichen Leistungen ohne weitere Dissertation die Doktorwürde verliehen und er erhielt den Rang eines Professors für Astronomie an der Moskauer Universität.
1938 übernahm Moissejew die Leitung des Lehrstuhls für Himmelsmechanik an der Moskauer Universität, die er bis zu seinem Lebensende innehatte. Dort hielt er viele Jahre lang Vorlesungen über Himmelsmechanik, Störungstheorie, qualitative Methoden der Himmelsmechanik und Dynamik der Kosmogonie. Von 1939 bis 1943 war er auch Direktor des Sternberg-Instituts. Unter seiner Leitung fand die kriegsbedingte Evakuierung des Instituts nach Swerdlowsk statt, wo kriegswichtige Arbeiten geleistet wurden, unter anderem die Erstellung von Zeitsignalen.
Von 1929 bis 1947 unterrichtete er nebenher Mathematik an der Militärakademie für Ingenieure der Luftstreitkräfte „Prof. N. J. Schukowski“. Von 1932 bis 1947 diente er in der Sowjetarmee, sein letzter militärischer Rang war Ingenieur-Oberst.
Daneben arbeitete er ab 1947 als wissenschaftlicher Leiter für Ballistik im Konstruktionsbüro von Sergei Pawlowitsch Koroljow.
Moissejew war zweimal verheiratet, aus der ersten Ehe gingen ein Sohn und eine Tochter, aus der zweiten eine weitere Tochter hervor.
Im März 1945 trat er in die Kommunistische Partei der Sowjetunion ein. Er galt als aktives und prinzipientreues Parteimitglied, er wurde wiederholt zum Mitglied des Parteibüros der Fakultät für Mechanik und Mathematik der Moskauer Staatlichen Universität gewählt.
Moissejew starb am 6. Dezember 1955 nach langer und schwerer Krankheit, er wurde auf dem Wagankowoer Friedhof in Moskau beigesetzt.

## Ehrungen
- Moissejew ist Träger des Leninordens und des Ordens des Vaterländischen Krieges sowie zweimaliger Träger des Ordens des Roten Sterns.[1]
- Ihm wurden die Medaille „Für Verdienste im Kampf“ und die Medaille „Sieg über Deutschland“ verliehen.[1]
- Der 1935 entdeckte Asteroid (3080) Moisseiev ist nach  Nikolai Dmitrijewitsch Moissejew benannt.[5]
- Im Jahre 1970 benannte die IAU den Mondkrater Moiseev offiziell nach Nikolai Dmitrijewitsch Moissejew.[6]